# Don't Turn Me Away
«Don't Turn Me Away» — пісня британського рок-гурту 10cc, другий сингл з альбому Ten Out of 10.

## Список композицій
7" сингл
1. «Don't Turn Me Away» — 4:58
2. «Tomorrow's World Today» (Грем Гулдмен) — 3:11

## Позиції в чартах
| Чарт (1981)              | Найвища позиція |
| ------------------------ | --------------- |
| Australian Singles Chart | 94              |
| Dutch Singles Chart      | 49              |